# Opština Mali Iđoš
Die Opština Mali Iđoš (Kyrillisch: Општина Мали Иђош, ungarisch Kishegyes község) ist eine Gemeinde im Okrug Severna Bačka im Norden der Vojvodina. Verwaltungssitz ist die gleichnamige Stadt Mali Iđoš.

## Einwohner
Mali Iđoš ist eine multiethnische Gemeinde. Bei der letzten Volkszählung im Jahre 2002 waren von insgesamt 13.494 Einwohnern:
- Ungarn: 7.546 (55,92 %)
- Montenegriner: 2.812 (20,83 %)
- Serben: 2.357 (17,46 %)
- Roma: 138 (1,02 %)

Auf Grund der relativ hohen Zahl montenegrinischer Einwohner wurde in der Gemeinde im Dezember 2010 Montenegrinisch neben Serbisch und Ungarisch als dritte Amtssprache eingeführt.

## Ortschaften
In der Gemeinde gibt es drei Ortschaften, die alle ethnisch gemischt sind:
- Feketić
- Lovćenac
- Mali Iđoš